# Scheden
Scheden település Németországban, azon belül Alsó-Szászország tartományban. Lakosainak száma 1828 fő (2023. december 31.).

## Népesség
A település népességének változása:
| Lakosok száma | 1982 | 1948 | 1906 | 1890 | 1893 | 1828 |
|               | 2016 | 2017 | 2019 | 2021 | 2022 | 2023 |